# أوسكار لافونتين
أوسكار لافونتين (بالألمانية: Oskar Lafontaine) سياسي ومؤلف ألماني، ولد في زارلوييس في 10 سبتمبر 1943. شغل منصب رئيس حكومة ولاية زارلاند من عام 1985 حتى التاسع من شهر نوفمبر عام 1998. وكان مرشح عن الحزب الاشتراكي الديموقراطي لمنصب المستشارية الاتحادية في انتخابات البرلمان الاتحادي التي عُقدت في الثاني من شهر ديسمبر عام 1990 بعد الوحدة الألمانية بوقت قصير. وكان رئيس الحزب الاشتراكي الديموقراطي من عام 1995 حتى عام 1999. بعد انتخابات البرلمان الألماني في سبتمبر 1998 والتي فاز فيها غيرهارد شرودر ليكون المستشار الاتحادي تولى أوزكر منصب الوزير المالى الاتحادي في حكومة شرودر الأولى، ولكن في شهر مارس عام 1999 استقال فجأًة من جميع مناصبه السياسية وحتى من تفويض البرلمان وأصبح معارضًا لتحالف الحزب الاشتراكي الديموقراطي وحزب الحضر الألماني المعروف باسم تحالف الأحمر- الأخضر الذي كان موجودًا في حكومة شرودر الأولى، وقد تولى شرودر رئاسة الحزب الاشتراكي الديموقراطي بعد استقاله لافونتاينه.
في عام 2005، غير لافونتين اتجاهه من الحزب الاشتراكي الديموقراطي إلى حزب العمل والعدالة الاجتماعية- البديل الانتخابي، وذلك جاء خلال مبادرته في شهر يونيو في العام ذاته لإقامة تحالف انتخابي مع حزب الاشتراكية الديموقراطية والذي تم إعادة تسميته باسم الحزب اليساري حزب الاشتراكية الديموقراطية. فكان لافونتين وجريجور جيسي رئيس تكتل الحزب اليساري في البرلمان الألماني من عام 2005 حتى عام 2009، وكان رئيس الحزب اليساري الألماني، الذي كان حديث التكوين في ذلك الوقت، بجانب لوتر بيسكي وذلك من السادس عشر من شهر يونيو عام 2007 حتى الخامس عشر من شهر مايو عام 2010. وبسبب أسباب صحية اعتزل لافونتين جميع مناصبه السياسية ولكن بعد تعافيه رجع مرة أخرى إلى نشاطه السياسي على مستوى الولاية. ويشغل رئيس تكتل الحزب اليساري في برلمان ولاية زارلاند منذ انتخابات برلمان ولاية زارلاند عام 2009 والتي حقق فيها نجاح بنسبة أكثر من 20 بالمئة من الأصوات لصالح الحزب اليساري، كما أنه زعيم المعارضة في البرلمان منذ شهر مايو عام 2012 حيث يسعى لإقامة تحالف ناجح مع الحزب الاشتراكي الديموقراطي على صعيد الولاية.

## حياته
ينتمي لافونتين إلى عائلة حرفية من زارلوييس، ولديه أخًا توأمًا يُدعى هانز. كان والدهما هانز لافونتين يعمل خبازًا ولكنه في شهر أبريل عام 1945 لقى مصرعه في الحرب العالمية الثانية عن عمر يناهز تسعة وعشرون عامًا وكان لم يراه ولديه. بعد وفاة والده قضى لافونتاينه طفولته في ديلينغن أينما عملت والدته كاترينا لافونتاينه، اسمها عند الولادة كاترينا فيرنر، كسكرتيرة وتُوفيت عام 2006.
لافونتين هو كاثوليكي روماني وذهب إلى مدرسة داخلية كاثولوكية، وهي المدرسة الكثالوكية الأسقفية في بروم حيث يذهب طلاب هذه المدرسة إلى ثانوية ريجينو الحكومية خلال المرحلة الثانوية. وكانت السنوات التسع التي قضاها في المدرسة الثانوية والمدرسة الداخلية ذات قواعد مُتحفظة وحازمة للغاية. بعدما حصل لافونتين على شهادة الثانوية عام 1962، وغادر المدرسة الداخلية الكاثولوكية، ثم درس الفيزياء في بون وسساربروكن كطالب منحة لمعهد كوسنسفرك. وفي عام 1969، أتم دراسته حاصلًا على دبلومة في الفيزياء، وكان بحث درجة دبلومة الفيزياء عن تربية البلورات الأحادية لمركب تيتانات الباريوم. وكان حتى عام 1974 عضوًا فعالًا في شركة شركة التموين والنقل في زاربورغ، كما أنه كان أحد أعضاء مجلس الإدارة منذ عام 1971.

### حياته الشخصية
تزوج لافونتين للمرة الأولى بانجرد باشرت من عام 1967 حتى عام 1982، وتزوج للمرة الثانية من الرسامة مارجرت مولر من عام 1982 حتى عام 1988، ورُزق بابنه الأول فردرك في عام 1982 في هذا الزواج. كان لافونتين على علاقة أخرى بالمُغنية بيتينا فاجنر في عام 1988. وتزوج لافونتين للمرة الثالثة بكريستا مولر ورُزق بابنه الثاني كارل كاوريسي عام 1997، واستمر زواجه من عام 1993 حتى عام 2013، إلا أنه في الثاني عشر من شهر نوفمبر عام 2011 أعلن أنه على علاقة مع سارا فاكنكنيخت وطلق لافونتين زوجته الثالثة كريستا مولر في شهر فبراير عام 2013. يعيش لافونتاينه مع فاكنكتيخت في مرتسيغ منذ يونيو عام 2012، وتزوج الثنائي في الثاني والعشرين من شهر ديسمبر عام 2014.

## حياته السياسية حتى عام 1990

### سياسي على مستوى ولاية زالاند

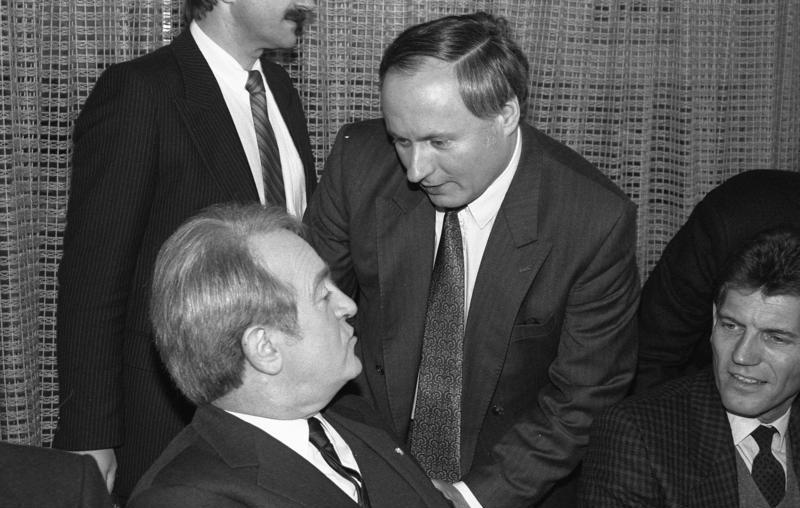
لافوتين مع يوهانس راو خلال جلسة مع رئيس الوزراء في بون عام 1986.

انضم لافونتين إلى الحزب الاشتراكي الديموقراطي في عام 1969 وأسسه على أسس الإثار المسيحي والتضامن الاجتماعي الديموقراطي. وأصبح فيما بعد رئيسًا لجمعية الاشتراكيات والاشتراكين الجُدد في الحزب الاشتراكي الاجتماعي في زاربروكن، والتي تولى شئونها مع نائبه وشريكه الحزبي لسنوات عديدة راينهارد كليمت. ركزت محاور اهتمام لافونتين السياسية على سياسة الولاية والاشتراكية وليس على المُساهمة في الحركة الطلابية الثورية في ذلك الوقت وذلك على خلاف العقود التالية وقبل أن يكون له حق حزبي. ونظرًا لرفضه لمشاركة الحزب الاشتراكي الديموقراطي في التكتل الكبير في حكومة كيزينغر واجه لافونتين بشكل مؤقت في عام 1968 كادر حزب الوحدة الاشتراكي الألماني الذين انتقدوا لافونتاينه بشكل واضح في نفس العام على ذلك الأمر.
في عام 1968، اُنتخب لافونتين ليكون في المجلس التنفيذي للحزب الاشتراكي الديموقراطى في زالاند، ومن منتصف عام 1970 حتى عام 1975 كان عضوًا في برلمان الولاية. من عام 1974 حتى عام 1976 كان عمدةً في عاصمة الولاية زاربروكن، وثم خلف لافونتين السياسي فرتس شوستر (CDU) - الذي اعتزل منصبه مبكرًا - ليتولى منصب رئيس مجلس البلديات. وتولى منصب المجلس التنفيذي للحزب الاشتراكي الديموقراطي في زالاند في عام 1977 حتى عام 1996. خلال عمله في عاصمة الولاية استفاد لافونتاينه من علاقاته الكاثولوكية وكذلك من موطنه ليس فقط من أجل حزبه بل أيضًا من أجل زالاند بأكملها.
دفع لافونتين عندما كان رئيس مجلس البلديات بتطوير المواصلات العامة على حساب المواصلات الخاصة، ومن محاور اهتمامه أيضًا موازنة ميزانية المدينة وقد نجح ذلك حتى نهاية فترة حكم لافونتاينه، كما أن إعادة تشكيل سوق سانت يوهانر إلى رصيف المشاة في قلب المدينة تُعد إحدى العلامات البارزة الكبيرة التي قام بها. وقد تم إنشاء مهرجان ماكس أوفيلوس السينمائي خلال فترة حكمه كرئيس مجلس البلديات.
في عام 1980، تقدم لافونتين كمرشح لمنصب رئيس الوزرء وقاد حزبه للأغلبية النسبية ولكنه لم يستطع حل تحالف الأسود والأصفر في حكومة زوير الأولى بقيادة فيرنر زوير. فكانت انتخابات البرلمان الأوروبي عام 1984 أول اختبار لبرلمان الولاية في السنة اللاحقة حيث أحرز الحزب الاشتراكي الديموقراطي تقدمًا على الاتحاد الذي خسر بسبب استحسان أزمة الحديد والصلب. ساهم تنميط لافونتين الشديد كسياسي يتجه للسلمية في عرقله اكتساب حزب الخضر الألماني في زارلاند القوى مرة أخرى.و في انتخابات برلمان الولاية في العاشر من مارس عام 1985 أعلن أنه في حاله فوزه فسوف يُعين يولاينن الناشط في مجال البيئة لمنصب وزير البيئة. وقد حصل الحزب الاشتراكي الديموقراطي في هذة الانتخابات على 49,2 بالمئة من الأصوات- بينما حصل الاتحاد الديمقراطي المسيحي (CDU) على 37,3 بالمئة وحصل الحزب الديمقراطي الحر (FDP) على 10 بالمئة- وعلى ستة وعشرين مقعد من أصل واحد وخمسين في برلمان الولاية. اُنتخب لافونتين في التاسع من شهر أبريل ليكون أول رئيس وزراء لزالاند تابع للحزب الاشتراكي الديموقراطي. وفي انتخابات برلمان زارلاند التي عُقدت في الثامن والعشرين من شهر يناير عام 1990 حصل الحزب الاشتراكي الديموقراطي على 54,4 بالمئة من الأصوات بينما حصل الاتحاد الديموقراطي المسيحي على 33,4 بالمئة والحزب الديموقراطي الحر على 5,6 بالمئة، أما في انتخابات برلمان زالاند التي اُنعقدت في أكتوبر عام 1990 كانت الأغلبية العظمى للحزب الاشتراكي الديموقراطي في برلمان الولاية.
في بيانه الوزاري في الرابع والعشرين من شهر أبريل عام 1985، أشار لافونتين أن القضاء على البطالة- التي كانت نسبتها متصاعدة لأكثر من خمسة عشر بالمئة- وتجاوز وضع الميزانية السيء وكذلك حل أزمة الحديد والصلب هم محاور اهتمامه. ومن أجل إعادة هيكلة الموارد المالية للولاية رفع دعوى إلى المحكمة الدستورية الألمانية ضد نظام التسوية المالية بين الولايات، وأقرت المحكمة أزمة وضع الميزانية الخاصة بولاية زارلاند كما أن الموارد المالية والإعفاء من ديون البنوك قادا إلى التخفيف من حدة أزمة وضع الميزانية بشكل قصير الأمد. وبعدما احرزت زارلاند حصص كبيرة في شركات الصلب في زارلاند (ARBED Saarstahl) عام 1986 وتوحيد بنية الشركات أصبح فصل الكثيرين وإحالة البعض للمعاش المبكر شيئًا مقبولًا اجتماعيًا على خلاف الحكومة السابقة. فقد دعمت إعادات الهيكلة والحالة الاقتصادية المزدهرة لصناعة الصلب في المنتصف الثاني من عقد 1980 النجاح الجزئي للمشاريع.
إن أول الأعمال الإدارية التي اتخذتها الحكومة الجديدة هي إلغاء القوانين المتشددة الخاصة بالعمل في 1972 وبذلك تصبح زارلاند أول ولاية تعمل بدون هذه القواعد. ومن خلال علاقته الشخصية الجيدة بالسياسي الألماني إريش هونيكر توصل بشكل ملحوظ إلى صفقة واردات من ألمانيا الشرقية لمنتجات ولاية زارلاند. وجادل لافونتاينه للحصول على جنسية ألمانيا الشرقية ولكن لم يوافق مجلس إدارة الحزب الاشتراكي الديموقراطي على ذلك وتم انتقاده أيضًا. في عام 1985 سددت ولاية زارلاند جميع المدفوعات على خلاف الولايات الأخرى لمكتب التسجيل المركزي بإدارة العدل بالولاية التي كانت تسجل انتهاكات حقوق الإنسان التي تحدث في ألمانيا الشرقية.
تغيرت الخدمات التعليمية في زارلاند من إدخال والاعتراف بالمدارس الشاملة كمدارس نظامية وإغلاق العديد من المدارس الصغيرة، وعلاوة على ذلك فقد تم مد الحصص الدراسية بقدر الإمكان للسماح بإعلام للمنظمات الاجتماعية في المدارس. وبشكل عام فكل ذلك يُعد جهود لإعادة التقيم ورفع السلام.

### إسهاماته في مجال السلام والبيئة

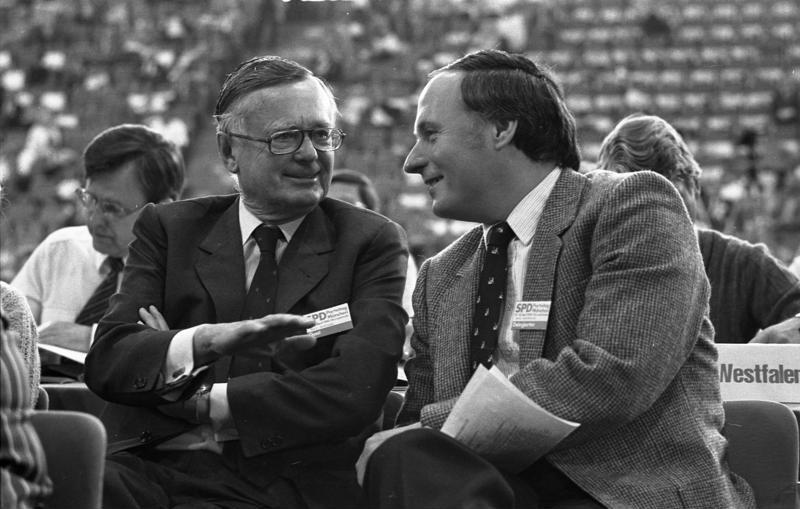
لافونتين مع كارل شيلر في اجتماع الحزب الاشتراكي الديموقراطي في شهر أبريل عام 1982.

في عام 1979، اتخد لافونتين في سياق حركة السلام الأوروبية المتصاعدة موقفًا ضد قرار حلف شمال الأطلسي (الناتو) المزدوج المسار المُؤيد من التحالف الاشتراكي الليبرالي. وكان لافونتين يرى أن إطلاق الصواريخ المُعلنة خلال إخفاق المفاوضات ليس إلا سباق تسلح ودعا إلى خروج ألمانيا من حلف شمال الأطلسي بسبب هذا الأمر ولذلك أصبح داخل الحزب بجانب إرهارد إبلر، المُتحدث باسم المُعارضة، ضد القرار المزدوج، وهذا جعله على مدار عام 1982 يحظى بتأيد الأغلبية داخل الحزب. وبشكل كبير 
ساهم هذا كله في إنهاء التحالف الاشتراكي  ولذلك خسر المستشار الاتحادي هلموت شميت فترة ولايته في الأول من أكتوبر عام 1990 في اقتراع بسحب الثقة لصالح هلموت كول. أثار لافونتين في إطار موقف الحزب الاشتراكي الديموقراطي اتجاه قرار الناتو الجدل حول كراهية المستشار الألماني هلموت شميت بسبب مقابلة أجراها مع مجلة شتيرن الألمانية في عام 1982 والتي فيها صرح بالفضائل التي امتدحها المستشار شميت من الشعور بالمسئولية والحاسبوية والجدوى والمثابرة قائلًا «يمكن للمرء مزاولة الاعتقال أيضًا».

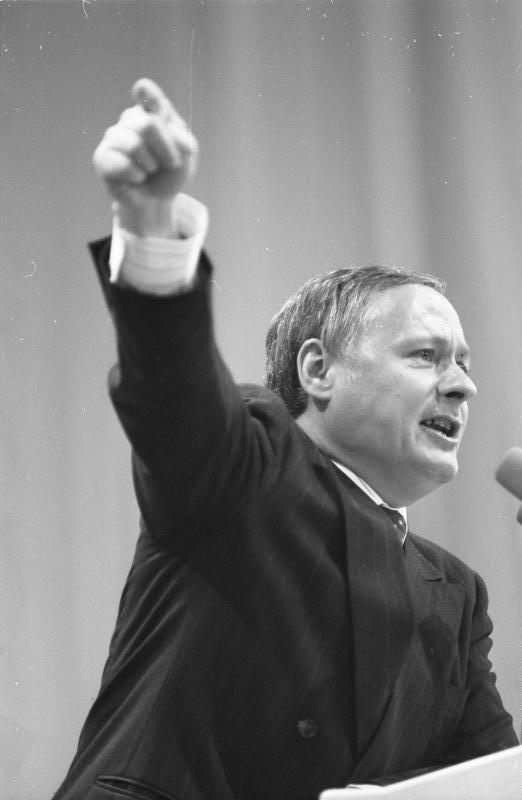
لافونتين عام 1988 في يوم اجتماع الحزب في مونستر.

شارك لافونتين في الأول من سبتمبر عام 1990 مع الآلاف من معارضي التسليح والمشاهير في اعتصام استمر لمدة ثلاثة أيام أمام مخزن عسكري تابع للقوات الأمريكية ويعد منطقة تمركز لصاوريخ إم جي إم-31 بيرشينغ البالستية. وأفصح لافونتين عن رأيه في سياسة الدفاع في كتابه (Angst vor den Freunden. Die Atomwaffenstrategie der Supermächte zerstört die Bündnisse)الصادر في عام 1983.
استفاد لافونتين في ذلك الوقت بكونه مُمثلًا للاشتراكية البينية. فقد احتوى كتابه (Der andere Fortschritt) الذي اصدره عام 1985 على أفكاره حول الربط بين ربط المسؤولية الذاتية في العمل مع مستقبل البيئة والاقتصاد. وقال أنه سيتم تحقيق التقدم فقط عندما يتم الربط بين «المناهضة ضد استغلال البشر» مع «الكفاح ضد استغلال الطبيعة» و«القضايا الاجتماعية مع القضايا البينية». وأوضح أنه يمكن إحراز التقدم بدون نمو وفسر الخطوات لهذا الطريق الذي يراه ضروريًا، كما أنه انتقد سياسة الحزب الاشتراكي الديموقراطي تجاه سياسة النمو الاقتصادي والسياسة البيئية وأعد تدمير الطبيعة إلى نوع من الاغتراب البشري للطبيعة من خلال حقه في تقرير مصيره المهني. وعلى المستوى السياسي تحدث عن نتائج التعاون بين الحزب الاشتراكي الديموقراطي وحزب الخضر الألماني وأنه ينبغي التخلي عن الطاقة النووية.

### في المجلس إدارة الحزب الاشتراكي الديموقراطي
في عام 1987، رشح فيلي براندت لافونتين ليكون خليفه في منصب رئيس مجلس إدارة الحزب الاشتراكي الديموقراطي وذلك من أجل حدوث تعاقب أجيال، ولكن تم رفض ذلك. وبعد استقالة براندت من مجلس إدارة الحزب اُنتخب كممثلًا للجانب اليساري للحزب ليصبح بجانب يوهانس راو نائبًا لهانز فوجل الذي كان مرشحًا حديثًا من الحزب الاشتراكي الديموقراطي للانتخابات الرئاسية الاتحادية.
إضافة لما سبق فقد تولى لافونتاينه رئاسة اللجنة التي من عملها تشريع برنامج قواعد الحزب الاشتراكي الديموقراطي. وفي يوم اجتماع الحزب في برلين في ديسمبر عام 1989 تم اعتماد برنامج قواعدالحزب في برلين وتعهد بتعاون عالمي في نزع السلاح والمساوة للمرأة في العمل والمجتمع وتحديث بيني للاقتصاد وإصلاح لبنية النظام الأمني الاجتماعي. وفي هذا الصدد دعا لافونتين إلى خقض ساعات العمل بدون بدل كامل بالتعاون مع مجلس العمال والقوى العاملة وأيضًا عن عطلة نهاية الاسبوع وعن مد عمر الآلات الافتراضي. وبذلك كان لافونتين على النقيض التام باتحاد نقابات ألمانيا الغربية، ويُعد هناك من ذلك الحين «مُجدد».

### موقفه اتجاه الوحدة الألمانية في خريف عام 1989
قبل حدث الوحدة الكبير في خريف عام 1989 اعتبر لافونتين أن فكرة دولة قومية موحدة في عصر الوحدة الأوروبية غير ملائمة، «فقد نجت الدولة القومية بالفعل من تعقل أفكاره».

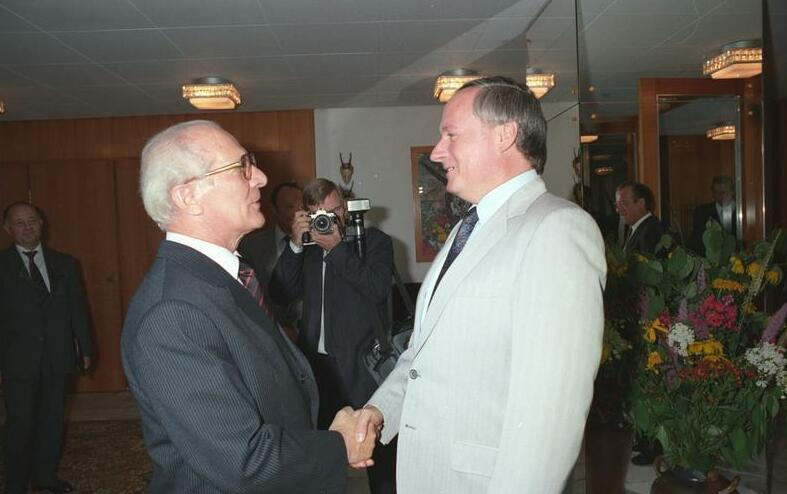
لافونتين مع اريش هونيكر في عام 1988 في فيبرلنزي.

وبعد سقوط جدار برلين قال أنه سيتجنب انهيار اقتصاد ألمانيا الديموقراطية وكذلك الصعوبات السياسية مع القوي الأربع المنتصرة في الحرب العالمية الثانية. فاقترح لافونتاينه مساعدات اقتصادية لألمانيا الديموقراطية من أجل إبقاء مواطني ألمانيا الشرقية في مواطنهم، وفي السابع والعشرين من شهر نوفمبر نصح بأن يتم تحجيم تدفق مواطني ألمانيا الديموقراطية إلى ألمانيا الاتحادية. وقد تولى مستشارية ولاية زارلاند محاولًا إثبات عما إذا كان يمكن قانونيًا جعل الانتقال متعلقًا بإثبات محل الإقامة ومكان العمل في الغرب. في الثامن والعشرين من شهر نوفمبر عام 1989 قدم المستشار الاتحادي هلموت كول برنامجًا ذا عشر نقاط من أجل الوحدة الألمانية، وفيه ايد الكونفدرالية لكل من الدولتين الألمانيتين كخطوة وسيطة من أجل الوحدة الألمانية ولكنه جعل الاعتراف بكل من خط أودر-نايسه والتبعية الألمانية غير محدد.
واجه موقف لافونتين الرافض لسياسة ألمانيا في الحكومات الاتحادية السابقة نقدًا من زملائه في الحزب، وفي العاشر من شهر ديسمبر عام 1989 في جلسة لرئاسة الحزب الاشتراكي الديموقراطي عاب رئيس حزب الاشتراكي الديموقراطي هانز يوخن فوجل على لافونتين - وذلك بالتدعيم من يوهانس راو وهيرتا دويبلار جميلين - وقال له «لقد هدموا سور برلين وأنت تحاول تشيده». في الثامن عشر من شهر ديسمبر عام 1989 خلال جلسة الحزب في برلين حذر لافونتاينه من«حالة السُكر القومي». وعلق لاقونتين على الطلب الرسمي المُقدم من هورست تلشك مستشار المستشار الاتحادي لانضمام ألمانيا للناتو قائلًا «يالها من حماقات تاريخية»، وانتقد لافونتاينه أن كول لم يصوت لخطته مع القوى المنتصرة الأربعة في الحرب العالمية الثانية. وقد شارك هذا النقد كلًا من فرنسوا ميتران ومارغريت ثاتشر وميخائيل غورباتشوف الذي صرح أنه يدعم ألمانيا الديموقراطية لتكون دولة ورفض توسعات الناتو في الشرق.

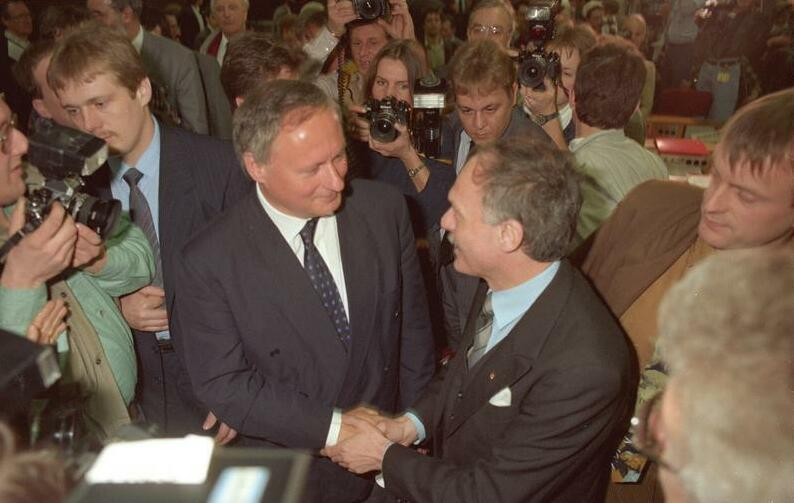
لافونتاينه مع إبراهيم بومي في الثالث والعشرين من شهر ديسمبر عام 1990 خلال يوم اجتماع حزب الاشتراكي الديموقراطي لالمانيا الشرقية

أشار لافونتين إلى خطة كول بأنها لا تُقدر بثمن وقد وافقه في ذلك رئيس البنك الاتحادي الألماني السابق كارل أوتو بوول. وقد اعتقد مثل الكثيرون من سياسي الحزب الاشتراكي الديموقراطي بأن الوحدة الألمانية ستضع الأولويات السياسية الخاطئة وستيُقظ مجددًا المخاوف من التفوق الألماني في البلاد الأجنبية الأوروبية. أكد لافونتين على أممية الحزب الاشتراكي الديموقراطي، كما أنه سعى إلى وحدة حكومية كنتيجة وليس كشرط لظروف معيشية متكافئة وفرص للازدهار، فبالنسبة له «الوحدة ليست فقط على الحدود» فالناس في ألمانيا الديموقراطية سيتحدون في الرفاهية. كان لافونتين متفقًا مع الكثير من الناشطين في مجال الحقوق المدنية في ألمانيا الديموقراطية على أنه ينبغي أن يتم إصلاح ألمانيا الديموقراطية سياسيًاو اقتصاديًا دون أي ضغط غربي، وفي ظل هذا ايد الكونفدرالية لكل من الدولتين الألمانيتين في إطار عملية الوحدة لأوروبا بأكملها ولم يسأل لافونتين عما إذا كانت البلدان المجاورة موافقة على أوروبا موحدة أم لا.
وعلى النقيض ايد كلًا من فيلي براندت وهانس يوخن فوجل وهانز أبل وهلموت شميدت الحزب الاشتراكي الديموقراطي القديم  والكثير من الشباب الاشتراكي في ألمانيا الشرقية مثل ماركوس ميكل وغيتشرد شرودر وفولفجانج تيرسته في إعادة توحيد ألمانيا في الوقت المناسب. اتهم معارضو لافونتين داخل وخارج الحزب بأنه يُعرقل الوحدة الوطنية وليس لديه خطة لعملية الوحدة، وبسبب هذا الاختلاف كانت العلاقة بين لافونتين وفيلي براندت محطمة سواء على المستوى الشخصي أو السياسي.

### مُرشح كمستشار اتحادي عن الحزب الاشتراكي الديموقراطي عام 1990

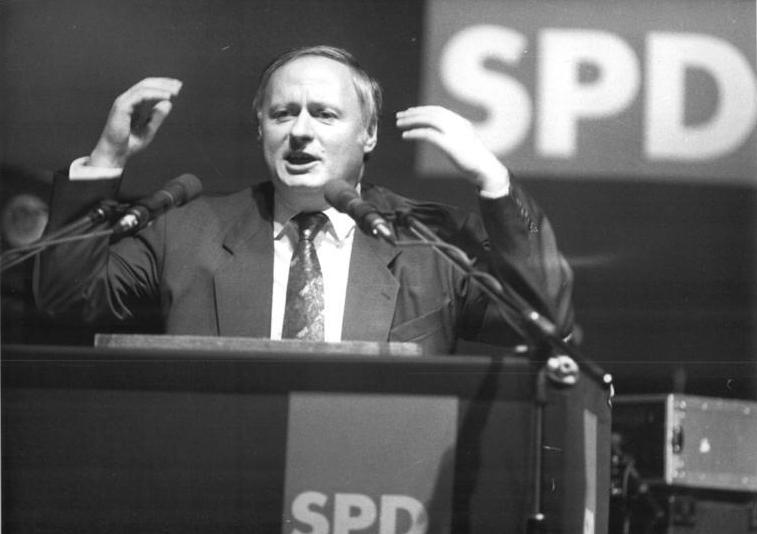
لافونتاينه خلال الحملة الانتخابية في ديساو في الخامس والعشرين من شهر أكتوبر عام 1990

بعد فوز لافونتين في انتخابات برلمان ولاية زالاند التي انعقدت في الثامن والعشرين من شهر يناير عام 1990 بنسبة 54,4 بالمئة، رشحه مجلس إدارة الحزب الاشتراكي الديموقراطي بالإجماع ليكون مُرشحًا لمنصب المستشار الاتحادي في انتخابات البرلمان الألماني عام 1990، وبعد ذلك تشاور لافونتين بشكل مكثف مع زملائه في الحزب وخبراء اقتصاد أوروبين منهم هيلموت شميدت ورئيس البنك الاتحادي الألماني كارل أوتو بول ورئيس المفوضية الأوروبية جاك ديلورز ورئيس اتحاد النقابة فرانتس شتاينكولر. ويتفق هؤلاء إلى حد ما مع رفضه للاتحاد النقدي والاقتصادي السريع بين ألمانيا الديموقراطية وألمانيا الاتحادية.و قد جعل لافونتين ترشحه للمستشارية الاتحادية متوقفُا على الاتفاق مع الحزب الاشتراكي الديموقراطي، وتوقع لافونتين أن الحملة الانتخابية لانتخابات البرلمان الألماني آنذاك ستحدث فقط في شرقي ألمانيا وبالتالي تحدث بشكل أولى مع ناخبين شرق ألمانيا. في بداية شهر يوليو عام 1990 تم تحديد أول انتخابات لجميع الألمان بعد الوحدة والتي انعقدت في الثاني من شهر ديسمبر عام 1990. ووفقًا لآراء بعض المحللين تم تعديل إستراتيجية الحزب الاشتراكي الديموقراطي في مرحلة متأخر جدًا  وقبل الانتخابات تنبأالمستشار الاتحادي السابق هيلموت شميت أن لافونتين «سيتكبد خسارة» بسبب موقفه الأساسي اتجاه سياسية ألمانيا.
في مرحلة متقدمة من انتخابات برلمان ألمانيا الديموقراطية أعلن المستشار الاتحادي كول في الثالث عشر من شهر فبراير عام 1990 بشكل مفاجئ عن إنشاء اتحاد نقدي في وقت قريب ولكن دون أن يحدد سعر الصرف في البداية. في يوم اجتماع الحزب الاشتراكي الديموقراطي التالي الذي انعقد من الثاني والعشرين حتى الخامس والعشرين من شهر فبراير عام 1990 في لايبتيش تحدث لافونتين عن مخاوفه الاقتصادية والاشتراكية الاجتماعية، فقد تخوف وحذر من أن يتسبب الاتحاد النقدي في جعل أجزاء الاقتصاد الصناعي والزراعي في ألمانيا الشرقية غير قادر على المنافسة وأن يؤدي إلى انهياره وبطالة ملايين العاملين. وقد وضع لافونتين في الاعتبار ارتفاع الضرائب ونقل المليارات على مر عشرات السنوات في المناطق المنضمة وأشار أن هذا قد يضعف الاستثمار في جمهورية ألمانيا الاتحادية القديمة ويؤدي فقدان الوظائف ويعرض الوحدة الاجتماعية في ألمانيا بأكملها للخطر. وقد استند إلى المجلس الألماني للخبراء الاقتصاديين لمراجعة التطورات الاقتصادية الكلية (Sachverständigenrat zur Begutachtung der gesamtwirtschaftlichen Entwicklung) ونصح بإصلاح اقتصاد ألمانيا الديموقراطية خطوة بخطوة من أجل الحصول على سوق التصريف وتقوية القدرات التنافسية ضد الشركات الغربية، وبدلًا من إدخال المارك الألماني فجأة يمكن السعى لجعل سعر صرف المارك الألماني المستخدم في ألمانيا الديموقراطية ذا قيمة ثابتة. بعد أن اقترح البنك الاتحادي في شهر أبريل سعر التحويل من 2 إلى 1؛ ونشبت العديد من الاحتجاجات في ألمانيا الديموقراطية بسبب هذا الأمر؛ وقد تراجع البنك عن هذا الاقتراح وأيد فقط سعر التحويل من 1 إلى 1 في رصيد المدخرات والقروض ومعاش التقاعد لتقوية الفقوى الشرائية في الشرق لمصلحة الاتحاد النقدي.
في الخامس والعشرين من شهر أبريل عام 1990 خلال ظهور للافونتين في حملته الانتخابية في مولهايم في كولن طعنته مريضة نفسية تُدعى أديلهايد شتغايتل طعنًة خطيرة في الشريان السباتي الأصلي بسكينة، وخلال فترة علاجه من هذا الاعتداء تراجع تكتل الحزب الاشتراكي الديموقراطي عن مساره.و في مطلع عام 2014 أُطلق سراح منفذة الاعتداء من مستشفي للطب النفسي.
في الثامن عشر من شهر مايو عام 1990 أبرمت الحكومة القائمة بالأعمال مع حكومة ألمانيا الديموقراطية الجديدة اتفاقية حكومية حول اتحاد نقدي واقتصادي واجتماعي، وفيها قُرر أنه قد تتولى ألمانيا الديموقراطية النظام الاقتصادي والسياسي الاجتماعي الخاص بألمانيا الاتحادية. في اقتراع سري للتكتل البرلماني للحزب الاشتراكي حصل اقتراح فيلي براندت على الأغلبية، وهو الموافقة على هذه الاتفاقية في البرلمان. وداخل الحزب أعلن لافونتين تراجعه عن الترشح لانتخابات المستشارية بسبب التأيد الضعيف لخطته، ولم يكن هناك شخصًا آخر داخل الحزب الاشتراكي الديموقراطي مستعدًا لانتخابات المُستشارية الاتحادية. وفي جلسة اقتراع مجلس الولايات الاتحادي التالية التي انعقدت في الثاني والعشرين من شهر يونيو عام 1990 رفض كل من لافونتين نيابة عن ولاية زارلاند وغيرهارد شرودر نيابة عن ولاية ساكسونيا السفلى الاتفاقية الحكومية لإقامة الاتحاد النقدي.
بعد أن توقف البريطانيون والفرنسيون عن عرقلة الوحدة الألمانية الوطنية أقر كل من البرلمان الألماني ومجلس الولايات الاتحادي اتفاقية الوحدة في العشرين والحادي والعشرين من شهر سبتمبر عام 1990 بأصوات تكتل الحزب الاشتراكي الديموقراطي وجميع الولايات التي يحكمها الحزب الاشتراكي الديموقراطي، وهذا هيأ بأغلبية وصلت لأكثر من الثلثي انضمام ألمانيا الديموقراطية إلى ألمانيا الاتحادية وفقًا للمادة 23 من القانون التي اُقرت في الثالث من شهر أكتوبر، وقد تجاوزت سرعة الحدث تصور لافونتين. وقد خسر أول انتخابات برلمانية عقُدت في ألمانيا بعد الوحدة. وبعد ذلك تراجع عن السياسة المستشارية الاتحادية واعتذر عن منصب رئيس الحزب الاشتراكي الديموقراطي الذي كان معروضًا عليه وظل رئيس وزراء ولاية زارلاند.
في مقابلة أجرتها صحيفة زاربروكر معه في التاسع والعشرين من شهر سبتمبر (أيلول) عام 2010 أجاب على سؤال«هل توافق حضرتك أنك ارتكبت أخطاء بنفسك في عام 1990؟» قائلًا «كنت قللت من فرحة الوحدة وبالغت في الحُجج العقلانية فالحقيقة ليست مفضلة دائمًا».

## السياسة في ألمانيا بعد الوحدة

### رئيس الحزب الديموقراطي الاجتماعي
شغل لافونتين رئيسًا للمجلس الاتحادي من الأول من شهر نوفمبر عام 1992 وحتى الحادي والثلاثين من شهر أكتوبر لعام 1993، ولم يساهم فقط في هذه الفترة في فشل المقترحات القانونية لحكومة هيلموت كول في المجلس الاتحادي وكانت أغلبية الولايات موافقة على تلك الاقتراحات.و كان للافونتين دورًا جوهريًا في الحركة المعروفة باسم حركة بيتيرسبيرجر التابعة للحزب الديموقراطي الاشتراكي والتي أدت إلى «حل اللجوء» لعام 1992 وكذلك إلى موافقة الاشتراكيين على استخدام القوات العسكرية في إطار قوات حفظ السلام.
أصبح لافونتين في عام 1994 عضواً في البرلمان الألماني كمرشح مباشر عن دائرته الانتخابية زاربروكن، وقد حصل على 56,4 بالمئة من الأصوات. وقبل انتخابات البرلمان الألماني لعام 1994 كان لافونتاينه وجيرادر شرودر ومُرشح حزب الاشتراكي الديموقراطي للاتحادية رودولف شاربنج هم أهم الشخصيات القيادية في الحزب الاشتراكي الديموقراطي، وكان لافونتاينه مرشحًا لمنصب وزير المالية. وقد خسر الحزب الاشتراكي الديموقراطي الانتخابات الاتحادية بالرغم من حصولهم على 36,4 بالمئة من الأصوات.
كان شاربنج بعد ذلك الوقت زعيم المعارضة ولكنه لم ينجح في ذلك وخسر تأيده داخل الحزب خاصة بعدما أقال شرودر من منصبه كالمتحدث باسم الحزب الاشتراكي الديموقراطي فيما يتعلق بقضايا السياسة الاقتصادية، وخلال هذا الصراع الداخلى في الحزب تولى لافونتين مناصب للوساطة والموازنة بين شاربنج وشرودر. وقال بشكل رسمي أن شاربنج يؤيد استخدام قوات الجيش الألماني العسكرية في الخارج بعيدًا عن مناطق اتفاقية الناتو. بعد الحديث في اجتماع الحزب في مانهايم حل لافونتين محل شاربنج كرئيس للحزب الاشتراكي الديموقراطي، وفي انتخابات السادس عشر من شهر نوفمبر (تشرين الثاني) لعام 1995 حصل على 321 صوتًا مقابل 190 صوتًا أي ما يُعادل 62,6 بالمئة من الأصوات.
في مارس عام 1996 مدح لافونتين تخطيط ودعم الألمان الروس واصفًا العودة كنوع من التضامن البشري، وقال أن عملية الهجرة لحوالي 200,000 شخص سنويًا هي أحد أسباب اختلال التأمينات الاجتماعية من الناحية القانونية خلال عقد 1990 وأيد وضع حد أدنى للمهاجرين، ولكنه اُنتقد داخل الحزب الاشتراكي الديموقراطي وحزب الخضر الألماني. قال وزير الخارجية الأسبق كلاوس كينكل أنه يمكن تحمل النفقات. وكانت رد فعل الحكومة حيال معدل الهجرة المرتفع بأنها خفضت المعاشات ومساعدات الاندماج بالنسبة للعائدين من الهجرة بدلًا من الالتفات لحل لافونتين.

### فضائح سياسية
اكتشفت المجلة الإخبارية دير شبيغل في عام 1992 أن قيمة راتب تقاعد لافونتاينه كعمدة زاربروكن ليس مطابقًا مع دخله بشكل قانوني كرئيس وزراء وأنه يتقاضى أموالًا كثيرة، وتصدرت هذه الواقعة العناوين الرئيسة للإعلام الاتحادي الألماني وعُرفت باسم «الفضيحة السياسية». وأُحيل الخطأ إلى أحد الأحكام المبهمة لحقوق العاملين والتي شرعتها حكومة الحزب المسيحي الديموقراطي السابقة. وقد دفع لافونتاينه 230,000 مارك ألماني دون أي إجراءات قضائية وذلك بعدأن حفزت توصية القاضي المالي هانز هيربرت فون أرنيم القضيًة ودعمت محكمة ولاية زارلاند رأي صحيفة دير شبيغل.
قدم الصحفي كونو هابربوش في عام 1993 تقريرًا في المجلة الإخبارية بانوراما حول علاقة لافونتين ببعض النوادي الليلية الموجودة في زاربروكن خلال عقد 1970، وأشار إلى «فضيحة دعارة». وبالنسبة لصحيفة شبيغل فكان لافونتين في «وضع الريبة وأنه يقوم بخدمات للناس من أجل المجاملة». ولم يعارض أنه كان يذهب إلى النوادٍ ولكنه أبى تلك الاتهامات واصفًا إياها بأنها «صحافة خنزير»، وبأمر قضائي منع إذاعة تقرير قناة ان ار ديه عن القضية. في عام 1994 قامت أغلبية الحزب الاشتراكي الديموقراطي بتغير في قانون الصحافة الخاص بزارلاند والذي منع التعليق التحريري على لحق الرد
، وكانت القيود التي طالب بها لافونتاينه على حرية الصحافة هي:
- يجب أن تظهرالردود دون تعليق بالرغم من أنه لا يمكن لأي شخص إثبات حقيقتهم.
- منع التعليق على الردود غير حقيقية بشكل عام.
- يمكن للمتضررين من حق الرد الحصول على الصور المضادة لهم.
- ينبغي على المُعد عند كتابة النصوص أن يستشير القضاة المسوؤلين عن حق الرد.[37]

عُرفت تلك التغيرات في تاريخ الصحافة باسم «ليكس لافونتين» (بالألمانية: Lex Lafontaine)‏، وواجهت التعديلات مقاومة جسيمة من الإعلام والمنظمات الصحفية. وغير برلمان ولاية زارلاند في مارس عام 2000 هذه القواعد المثيرة للجدل بشأن حقوق الرد وجاء ذلك بعد أن خسر الحزب الاشتراكي الديموقراطي تأيد الأغلبية في الانتخابات الخامس من سبتمبر لعام 1999 البرلمانية.

### الوزير المالي الاتحادي 1998/1999
عُين لافونتين لمنصب الوزير المالي الاتحادي في حكومة شرودر الأولى في السابع والعشرين من شهر أكتوبر عام 1998 بعد نجاح الانتخابات، وتمكن لافونتين من توسيع سلطة منصبه- كان شرودر رافضًا في البداية- مثل عقد مؤتمر حول التقرير الاقتصادي السنوي من أجل ضبط الوزارة الاتحادية المالية على نظام الخزينة البريطانية لتمكين السياسة المالية الخاصة باقتصاد كينزي. وأعلن رائد الأعمال الشاب غير مُنتمي لأي حزب وكان شرودر قدمه خلال الحملة الانتخابية على أنه المُرشح لتولي منصب الوزارة الاتحادية للشؤون الاقتصادية قائلًا أنه لن ينضم إلى تلك الحكومة.
عين لافونتين فيما بعد كل من هاينر فلاسبيك وكلاوس نيوه ليصبحا سكيرتيرا الدولة اللذان أعدا معه سياسته القائمة على العرض والطلب فيما يخص المالية والضرائب بشكل منهجي. وقد رفض لافونتين خلال مفاوضات التحالف مع حزب الخضر المطالبة بخفض أقصى معدل ضريبي، وأثر على قرارات التوظيف معرقلًا تولى شاربنج رئاسة تكتل الحزب الاشتراكي الديموقراطي من جديد. لم يتمكن لافونتاينه فرض مسعاه باقتراحاته الشخصية بالسيطرة على رئيس البوندستاغ ورئيس مكتب المستشارية ووزير الصحة. وقد هيمن في الإدراك العام على المفاوضات وسرعان ماشتهر بأنه «الرجل التقليدي» و«ظل» المستشار الاتحادي الذي من المُزعم أنه يعرقل خطط الإصلاح.
طبق لافونتين في الأسابيع الأولى لحكومة الأخضر- الأحمر بعض وعود البرنامج الانتخابي وبدأ في سحب بعض القوانين التي سُنت خلال حكومة كول، وقد أكد على دفع الأجور كاملة خلال الإجازات المرضية للعاملين خلال أول ست أسابيع عمل، ونقح قوانين الحماية من الطرد في الشركات الصغيرة، وسمح بصرف بدل سوء الأحوال الجوية، وأدرج قانون المنشأ الخاص بالعمال الأجانب وكذلك البرنامج الفوري للقضاء على البطالة، ونتيجة لما سبق فقد أعاد مرة أخرى اتحاد العمل والتدريب بين ممثلي النقابات واتحاد الشركات والحكومة وكان هذا الاتحاد قد توقف عن العمل خلال آخر عام لحكومة كول.
و في الأشهر التالية نشبت عدة مشاكل تنسيقية وصراعات وغربة بشأن نقاط عدة بين لافونتين وجيرارد شرودر، وكانت إحدى هذه النقاط والتي كانت في البرنامج الانتخابي للحزب الاشتراكي الديموقراطي لعام 1998 هي التزام التأمين الاجتماعي للوظائف ذات راتب 630 مارك ألماني ومن أجل تحقيق التوازن وُجب توسيع قطاع الأجور المتندية المُعفى من الضريبة الاجتماعية، ألا وأنه قد جاء في بيان حكومة شرودر أنه سيتحمل المؤمنون بأنفسهم نصف قيمة التأمين الاجتماعي، وعلى النقيض التام للوعود الانتخابية فقد أعلن شرودر عن رغبته في خفض ضرائب الشركات لنسبة 35 بالمئة على الآمد البعيد. وكان قرار شرودر بالحد من الضريبة الإيكولوجية إلى ستة بنسات للتر البنزين الواحد قد وضع الوزير المالي في مأزق.
طالب لافونتين في فبراير لعام 1999 قبل التحضيرات إلى انتخابات برلمان ولاية هيسن بوحدة مع أحزاب الاتحاد حول قانون الجنسية المُخطط له حديثًا، وهذا ما عارضته قيادة تكتل الخضر -الحمر والوزراء المسؤولون آنذاك. وقد لاقت حملة التوقعات ضد إصلاحات قانون الجنسية الألمانية وحق التجنس المشروط الخاص بالأجانب القانتين في ألمانيا نجاحًا، وقد أدار هذه الحملة الاتحاد الديمقراطي المسيحي والاتحاد الاجتماعي المسيحي؛ وعليه فقد خسر حزب الخضر والحزب الاجتماعي الديموقراطي انتخابات هيسن وكذلك الأغلبية في مجلس الولايات.
تعرض لافونتين للانتقاد في مطلع عام 1999 لمخالفته البنك المركزي الأوروبي من أجل خفض الفائدة الرئيسة الصادرة في فبراير عام 1999 والتحكم في سوق المال العالمية، وقد اقترح من خلال التنسيق الدولي تنظيم تنقل رؤوس الأموال القصيرة المدى للحد من المضاربة في صناديق التحوط وكذلك من أجل توقعات سعر صرف مستقرة، ويرجع أساس هذه الأفكار إلى محافظ البنك المركزي الأمريكي بول فولكر. وقد عرض لافونتين اقتراحاته الإصلاحية للنظام المالي الدولي خلال مؤتمر لوزراء مالية الدول السبع ومحافظي البنوك المركزية، وقد دار المؤتمر بشكل غير مرضٍ لجانب المفاوضات الألمانية.
أعلن شرودر في العاشر من مارس لعام 1999 في اجتماع الحكومة أن مثل هذه السياسة الاقتصادية العدائية «لا تُمارس معه»، وفي صباح اليوم التالي نشرت صحيفة بيلد أنه هدد بالاعتزال وهاجم لافونتين بشكل خاص، ولكن وفقًا لتصريحاته فإن النقد وُجه إلى وزير البيئة يورجن تريتين ووزيرة المالية كريستينا بيرجمان، ولكن لم يكذب شرودر تهديدات الاعتزال قط. وفي ندوة تابعة إلى مجموعة الدول الثلاثة والثلاثين حول الهيكل المالي العالمي أُقيمت في بيترسبرج بالقرب من بون في الحادي عشر من مارس لعام 1999 وعد الجانب الألماني بإحراز تقدم كبير لإصلاح نظام النقدي. وفي اليوم ذاته- الحادي عشر من مارس 1999- أعلن لافوتين استقالته من منصب الوزير المالي الاتحادي، وكذلك تنحيه من رئاسة الحزب وولايته في البرلمان. وبعد ثلاثة أيام علل لافونتين سبب اعتزاله من جميع مناصبه في بيان صحفي قصير قائلًا «مباراة سيئة للمنتخب الوطني» في الحكومة، ولن أصرح بمزيد من المعلومات حتى لا ألحق الضرر بالحكومة.

## ما بعد الاستقالة

### نقد حرب كوسوفو والكتاب
كان أول ظهور للافونتين علنًا بعد الاستقالة في الأول من مايو عام 1999 خلال مظاهرة لاتحاد النقابات الألمانية ضد حرب كوسوفو التي نشبت في الرابع والعشرين من مارس. أصدر لافونتين كتابًا بعنوان القلب ينبض لليسار (بالألمانية: Das Herz schlägt links) في شهرأكتوبر عام 1999 وقد فسر فيه بإسهاب أسباب استقالته، ولعل أهم ما ذكره كسبب رئيس لهذا الأمر هو نقص التضامن داخل الحكومة وكان يتم التجريح فيه شخصيًا حيث بدأ البعد بينه وبين شرودر منذ انتخابات ساكسونيا السفلى لعام 1990، ووفقًا للافونتين فإن شرودر قال له«بسحره الفريد»:
و جاء في الكتاب أنه قد عانى من صدمة اعتداء 1990 مرة أخرى خلال الأشهر التي تلت فوز الحزب في الانتخابات عام 1998، وأن الاستقالة ما هي إلا نتيجة متأخرة، فهو لا يرغب في أن يفدي السياسة بحياته بل تكريس نفسه لعائلته، فعلى أية حال فقد كان ينوي الاستقالة ولكنه فضلها بعد تلك التجربة الحكومية المخيبة للآمال.

### نشاطاته السياسية
انضم لافونتين في عام 2001 إلى جمعية أطاك المضادة للعولمة وبدء بكتابة عمود سياسي لصحيفة بيلد.
حظى لافونتين مجددًا بالانتباه من خلال اقتراحاته حيث نصح الحزب في سبتمبر عام 2003 أن يندمج مع حزب الاشتراكية الديموقراطية، كما أنه كذب إشاعات ترشحه لانتخابات برلمان الولاية لعام 2004 كمرشح بارز عن الحزب الديموقراطي الاجتماعي في زارلاند في وقت متأخر. طالب لافونتين في اجتماع الحزب الطارئ المُقام في الحادي والعشرين من مارس لعام 2004 بأن يتم «إلغاء رسوم المستشفيات» و«إسقاط الجنسية عن الألمان اللذين يدفعون الضرائب في البلاد الأجنبية» من أجل كسب ناخبين مثل هؤلاء لصالح الحزب مرة أخرى وتعزيز النقاش الحزبي حول سياسة شرودر.
في أغسطس عام 2004 دعم لافونتين بتأسيس مخيمات للمهاجرين في شمال أفريقيا والتي طالب بها أوتو شيلي، وقد فسر موقفه هذا في الوقت الحالي بالفرص الضئيلة للعمالة الأجنبية في سوق العمل الألماني وبالاندماج الفاشل الذي لا يُنتج سوى جرائم المخدرات ورهاب الأجانب حيث الهجرة «غير مقننة» تزيد من البطالة.
شارك لافونين في المظاهرات المعادية لقانون هارتس (Hartz-IV) في الثلاثين من أغسطس كخطيب في إحدى مظاهرات يوم الإثنين في لايبتش. وقد حمله المجلس التنفيذي للحزب مسؤولية خسارة الحزب في زارلاند في الخامس من سبتمبر لعام 2004.

### الاستقالة من الحزب الاشتراكي الديموقراطي (2005)
أعلن لافونتين في الرابع والعشرين من مايو عام 2005 عن استقالته من الحزب التي صرحها عنها قبل عام، وفي اليوم ذاته أعلن أيضًا عن دعمه لحزب اليسار في انتخابات البرلمان لعام 2005. سلم لافونتين في الثلاثين من مايو بطاقته الحزبية وهكذا أنهى بشكل رسمي عضوية أربعين عامًا في الحزب.
مازال لافونتين يقول أن إعراض الحزب عن برنامج برلين سبب هذه الخطوة، في حين أن ممثلي الحزب يتهموه أن سبب انضمامه إلى الحزب اليساري يكمن في علاقته المضطربة مع الحزب لا غير.

## نشاط سياسي حزبي جديد

### الإنضمام إلى حزب العمل والعدالة الاجتماعية (WASG) والعودة مرة أخرى للبرلمان
أعلن لافونتين في العاشر من يونيو عام 2005 أنه سينضم مع جريجور جيسي إلى حزب اليسار وذلك بعدما أتفق مجلس إدارة حزب الاشتراكية الديموقراطية وحزب العمل والعدالة على تشكيل قائمة المرشحين المحتملين لانتخابات البرلمان لعام 2005، وقد أنضم لافونتين وزوجته إلى حزب العمل والعدالة الاجتماعية (WASG) في الثامن عشر من يونيو أما في الثلاثين من يونيو اختارته جمعية أعضاء ولاية شمال الراين لحزب الاشتراكية الديموقراطية في إيسن لمقعد مباشر في القائمة المباشرة لانتخابات البرلمان، وعلى الرغم من ذلك ترشح لافونتين إلى مقعد مباشر عن دائرة زاربروكن أينما حصل على المركز الثالث بنسبة 26,2 بالمئة من الأصوات خلال الصوت الأول بعد مرشحي الحزب الاشتراكي الديموقراطي والحزب المسيحي الديموقراطي. رأى الحزب الاشتراكي الديموقراطي خلال انتخابات البرلمان لعام 2005 أن حزب اليسار هو «تحدٍ بشكل واضح».
أصبح لافونتين عضوًا مرة أخرى بالبرلمان الألماني منذ انتخابات البوندستاج التي أُجريت في الثامن عشر من سبتمبر عام 2005، وقاسم جريجور جيسي منصب رئيس تكتل الحزب خلال دورة البرلمان السادسة عشر. وقد انتقد في عشية الانتخابات إدعاء شرودر في حق المستشارية واصفًا إياه «بالسلوك المراهق».
كان لافونتين من عام 2005 حتى عام 2009 عضوًا في اللجنة المشتركة للبرلمان التي تؤدٍ مهام مجلس الولايات والبرلمان بعد إعلان حالة الدفاع بوصفها برلمان الطوارئ، وعلاوة على ذلك كان أيضًا عضوًا في مجلس إدارة بنك الائتمان لإعادة الإعمار في فرانكفورت أم ماين بصفته عضو في التكتل البرلماني.

### رئيس حزب اليسار (2007)

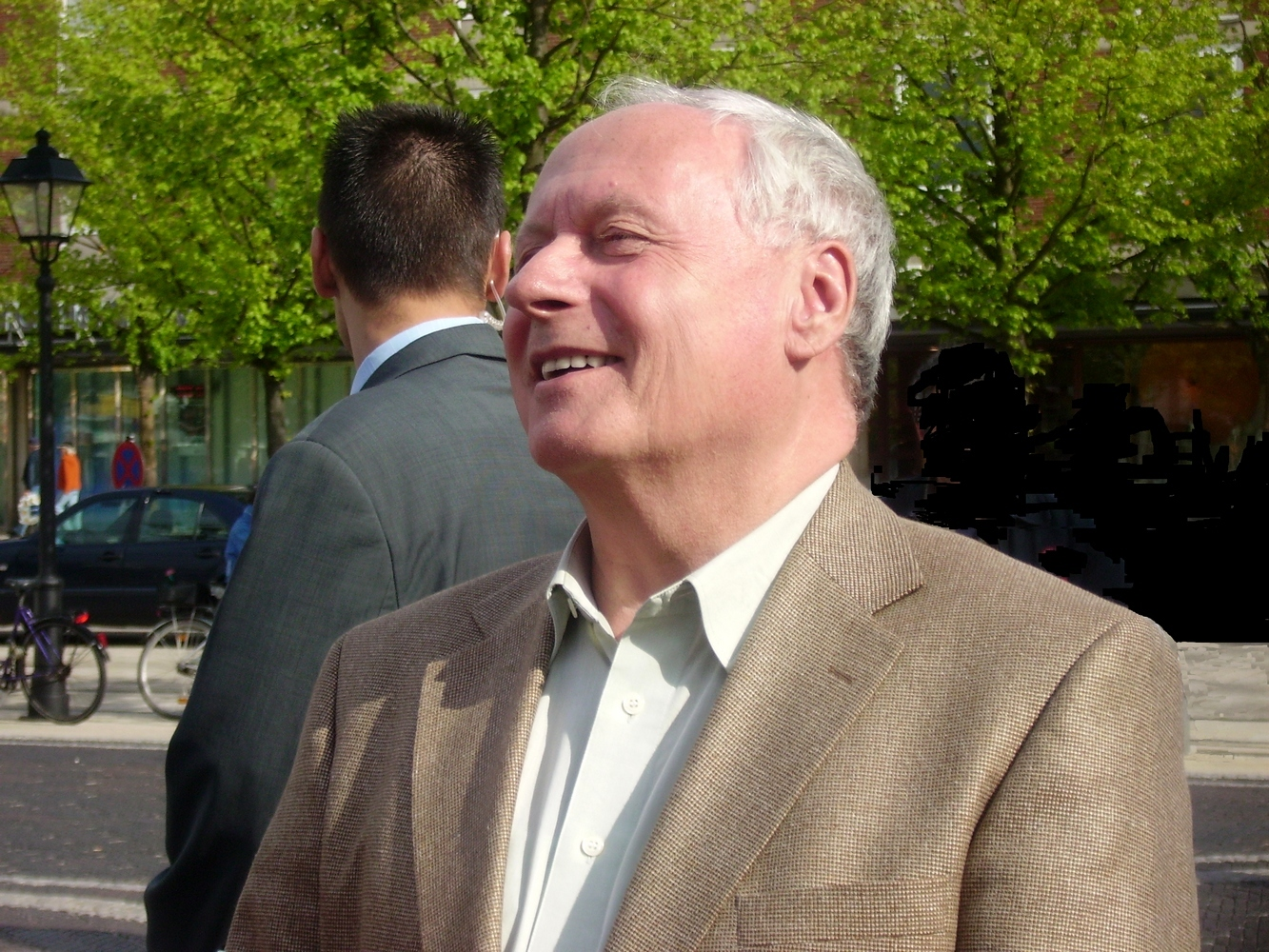
لافونتين خلال الحملة الانتخابية في بريمن عام 2007

أقر لافونتين كتابيًا لمجلس إدارة الحزب في زار انضمامه للحزب في التاسع والعشرين من ديسمبر عام 2005، وفي نوفمبر عام 2006 أعلن أمام ممثلي النقابات وأعضاء مجالس العمال في فريدريشتال أنه سيخوض انتخابات برلمان الولاية في عام 2009 كمرشح رئيس عن حزب اليسار المتحد مع حزب العمل والعدالة الاجتماعية. أصبح هذا الاتحاد بين الحزبين مندمج في حزب واحد جديد مُسمى باليسار (Die Linke) في الخامس عشر من من يونيو عام 2007، وفي اليوم التالي اُنتخب لافونتين ولوتر بسكي خلال مؤتمر تأسيس الحزب إلى منصب رئاسة الحزب حاصدًا 87,9 بالمئة من الأصوات.

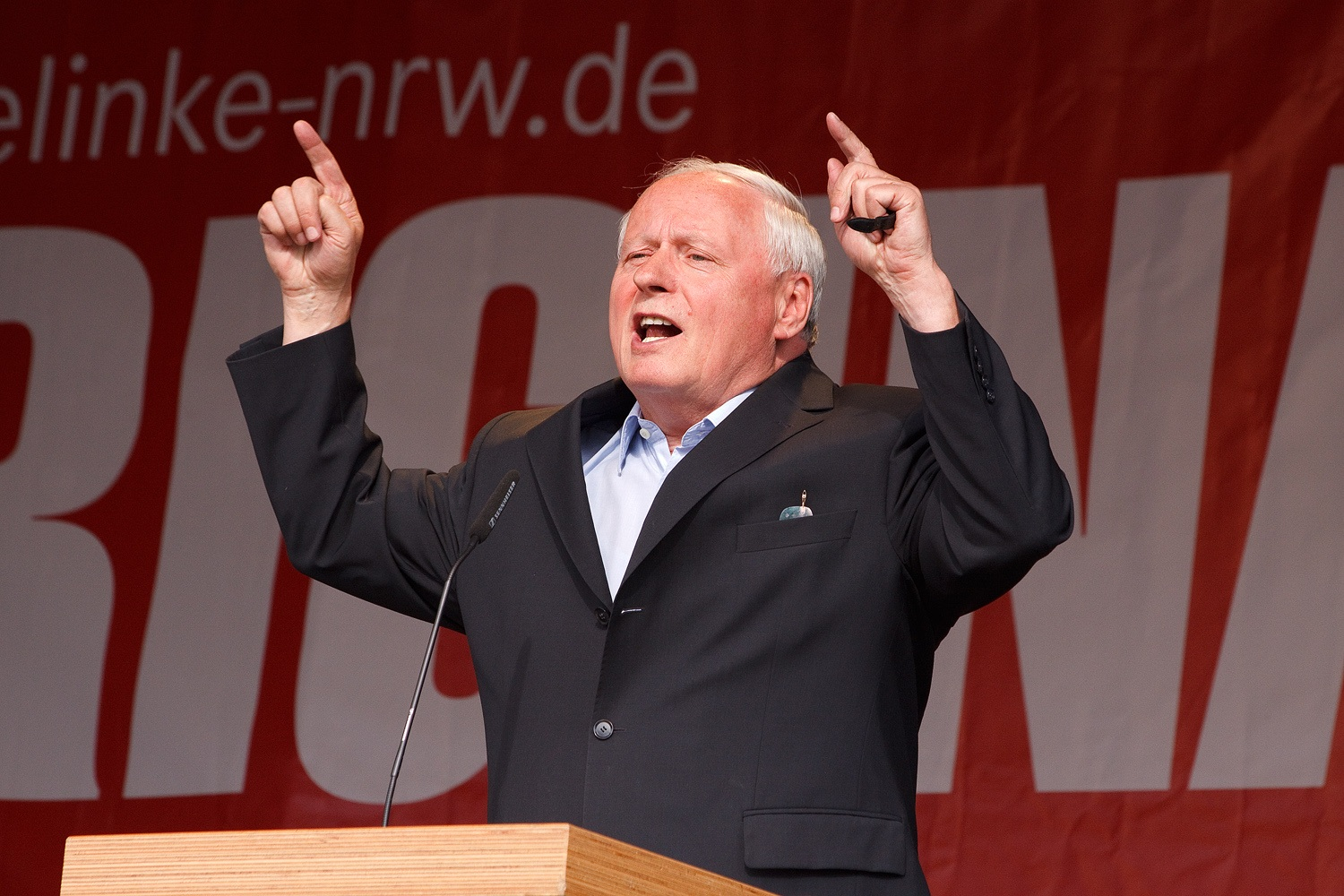
لافونتين خلال الحملة الانتخابية في هام عام 2010

رشح مجلس إدارة حزب اليسار في زارلاند في إحدى اجتماعات الحزب لافونتين كمرشح رئيس في انتخابات برلمان الولاية لعام  2009، والتي كان فيها حزب اليسار واحدًا من أقوى ثلاث أحزاب بأكثر من 20 بالمئة من الأصوات. وقد فشلت مفاوضات التحالف مع حزب الاشتراكي الديموقراطي وحزب الخضر بقرار من حزب الخضر تحت قيادة هوبرت أولريش لتشكيل الحكومة مع الحزب المسيحي الديموقراطي والحزب الديموقراطي الحر في إطار تحالف جاميكا.

### مرضه وتأثيره على قرراته السياسية
أعلن لافونتين في التاسع من أكتوبر عام 2009 عن عدم ترشحه مجددًا من أجل رئاسة التكتل في البوندستاج، وحيث بعد شهر في السابع عشر من نوفمبر عام 2009 صرح أنه سيخضع لعملية جراحية بسبب إصابته بمرض السرطان وبعد ذلك سيتخذ قرارًا بشأن متابعة عمله السياسي، ولكن بعد نجاح العملية التي أُجريت بسبب سرطان البروستاتا في الثامن عشر من نوفمبر عام 2009 أتخذ لافونتين قراره السياسي مرة أخرى مجددًا في يناير عام 2010. وقد صرح لافونتين بعد فترة وجيزة أنه نظرًا لظروفه الصحية  سيستقيل من مجلس الإدارة وولايته البرلمانية وكذلك سيتخلى عن الترشح لمجلس إدارة الحزب في اجتماع الحزب في روكشتوك. استقال لافونتين في الأول من فبراير عام 2010 من البوندستاج، وأعلن في أبريل عام 2013 أنه لن يترشح إلى انتخابات البرلمان لعام 2013.

## الحكومات
- حكومة لافونتاينه الأولى (في زالاند)
- حكومة لافونتاينه الثانية
- حكومة لافونتاينه الثالثة
- حكومة شرودر الأولى

## كتاباته
- Angst vor den Freunden. Die Atomwaffen-Strategie der Supermächte zerstört die Bündnisse. Rowohlt Verlag, Reinbek bei Hamburg 1983, ISBN 3-499-33046-6.
- Der andere Fortschritt. Verantwortung statt Verweigerung. Droemer Knaur, München 1986, ISBN 3-426-03811-0.
- Die Gesellschaft der Zukunft. Reformpolitik in einer veränderten Welt. Heyne, München 1988, ISBN 3-453-03390-6.
- Das Lied vom Teilen. Die Debatte über Arbeit und politischen Neubeginn. Heyne, München 1989, ISBN 3-453-04001-5.
- Deutsche Wahrheiten. Die nationale und die soziale Frage. Droemer Knaur, München 1990, ISBN 3-426-04849-3.
- Keine Angst vor der Globalisierung. Wohlstand und Arbeit für alle. Dietz, Bonn 1998, ISBN 3-8012-0265-8, zusammen mit Christa Müller.
- Innovationen für Deutschland. Steidl, Göttingen 1998, ISBN 3-88243-579-8, zusammen mit Gerhard Schröder (Hrsg.)
- Das Herz schlägt links. Econ, München 1999, ISBN 3-430-15947-4.
- Die Wut wächst. Politik braucht Prinzipien. Econ, München 2003, ISBN 3-548-36492-6.
- Politik für alle. Streitschrift für eine gerechtere Gesellschaft. Econ, München 2005, ISBN 3-430-15949-0.

## الأعمال الأدبية
- Joachim Hoell: Oskar Lafontaine. Provokation und Politik. Eine Biografie. Dirk, Lehrach 2004, ISBN 3-9806151-8-9.
- Matthias Küntzel: La fontaine nucleaire. konkret, Februar 1996, Texte von Matthias Küntzel.
- Evelyn Roll: Oskar Lafontaine. Heyne, München 1990, ISBN 3-453-04718-4.
- Werner Filmer, Heribert Schwan: Oskar Lafontaine. Econ, Düsseldorf 1990, ISBN 3-430-12743-2.
- Wolfgang Filc: Mitgegangen – mitgehangen. Mit Lafontaine im Finanzministerium. Eichborn, Frankfurt am Main 1999, ISBN 3-8218-1622-8.
- Robert Lorenz: Oskar Lafontaine. Portrait eines Rätselhaften. Monsenstein und Vannerdat, Münster 2013, ISBN 978-3-86991-970-6.
- Robert Lorenz: Techniker der „kalten Fusion“. Das Führungspersonal der Linkspartei. In: Tim Spier u. a. (Hrsg.): Die Linkspartei. Zeitgemäße Idee oder Bündnis ohne Zukunft? VS Verlag für Sozialwissenschaften, Wiesbaden 2007, ISBN 978-3-531-14941-7, S. 275–323.

## المناصب السياسية
| المناصب السياسية          | المناصب السياسية                                          | المناصب السياسية                  |
| ------------------------- | --------------------------------------------------------- | --------------------------------- |
| سبقه Fritz Schuster       | Mayor of ساربروكن 1976–1985                               | تبعه Hans-Jürgen Koebnick (SPD)   |
| سبقه فيرنر تساير (CDU)    | Minister-President of سارلاند 1985–1998                   | تبعه راينهارد كليمت (SPD)         |
| سبقه Theodor Waigel (CSU) | German وزير المالية 1998–1999                             | تبعه هانز أيشيل (SPD)             |
| المناصب الحزبية السياسية  |                                                           |                                   |
| سبقه رودولف شاربينج ‏      | الحزب الديمقراطي الاجتماعي الألماني 1995–1999             | تبعه غيرهارد شرودر                |
| سبقه New title            | Co-Chairman of the حزب اليسار 2007–2010 With Lothar Bisky | تبعه كلاوس إرنست & Gesine Lötzsch |

## وصلات خارجية
- أوسكار لافونتين على موقع IMDb (الإنجليزية)
- أوسكار لافونتين على موقع الموسوعة البريطانية (الإنجليزية)
- أوسكار لافونتين على موقع مونزينجر (الألمانية)
- أوسكار لافونتين على موقع ميوزك برينز (الإنجليزية)
- أوسكار لافونتين على موقع ديسكوغز (الإنجليزية)
- أوسكار لافونتين على موقع قاعدة بيانات الفيلم (الإنجليزية)
- أوسكار لافونتين على موقع كينوبويسك (الروسية)
- دويتش فيله: شخصيات ألمانية بارزة (أوسكار لافونتين)
- لافونتين أوسكار، سياسي ألماني